# Olbia (Libye)
Pour les articles homonymes, voir Olbia (homonymie).
Olbia (en grec ancien Ὄλβια, "l'heureuse" ou "la prospère") ou Theodoria (du grec ancien Θεοδώρα, "don des dieux", prénom de l'épouse de Justinien) est une ancienne cité romano-byzantine localisée entre les villes actuelles d'Al Marj et d'Al Bayda dans la région Cyrénaïque de l'actuelle Libye.